# Nikolaj Coster-Waldau
Nikolaj Coster-Waldau (Rudkøbing, Dinamarca, 27 de juliol de 1970) és un actor danès.
Coster-Waldau va néixer a la localitat danesa de Rudkøbing, com a fill de Hanne Søborg Coster, una bibliotecària, i Jørgen Oscar Fritzer Waldau (1939-1998), un sastre. Sovint va comentar en entrevistes el problema del seu pare amb l'alcohol, així com el divorci dels seus pares. Té dos germanes més grans i va ser criat, majoritàriament, per la seva mare. Va créixer a Tybjerg, un petit poble entre Ringsted i Næstved, al sud de la regió de Selàndia. Entre 19899 i 1993 va assistir a l'Escola Nacional Danesa d'Arts Escèniques (Statens Teaterskole).

## Filmografia bàsica
- L'ombra de la nit (1994)
- Vildstor (1997)
- Black Hawk abatut (2001)
- Enigma (2001)
- Rembrandt (2003)
- Wimbledon (2004)
- El regne del cel (2005)
- Firewall (2006)
- New Amsterdam (2008)
- Game of Thrones (2011-2019)
- Headhunters (2011)
- Oblivion (2013)
- Mamá (2013)
- Mil vegades bona nit[4]
- Gods of Egypt (2016)
- Un mos exquisit (2021)